# Tony Oxley
Tony Oxley (Sheffield, 15 giugno 1938 – 26 dicembre 2023) è stato un batterista britannico.

## Biografia
Nel corso della sua carriera ha collaborato con John McLaughlin, Gordon Beck, Georgie Fame, Kenny Wheeler, John Surman, Vangelis, Enrico Rava, Bill Dixon e molti altri.

## Discografia
Come Leader o Co-Leader
- 1969 - The Baptised Traveller (CBS Records, 52664) a nome Tony Oxley Quintet
- 1970 - 4 Compositions for Sextet (CBS Records, 64071)
- 1971 - Ichnos (RCA Victor Records, SF 8215)
- 1972 - Jazz in Britain '68-'69 (Decca Eclipse Records, ECS 2114) a nome John Surman, Alan Skidmore, Tony Oxley
- 1975 - Tony Oxley (Incus Records, INCUS 8)
- 1977 - February Papers (Incus Records, INCUS 18)
- 1979 - S.O.H. (EGO Records, 4011) a nome Alan Skidmore, Tony Oxley, Ali Haurand: S.O.H.
- 1981 - Ach Was!? (FMP Records, FMP 0870) a nome Ulrich Gumpert, Radu Malfatti, Tony Oxley
- 1981 - S.O.H. (View Records, VS 0018) a nome Alan Skidmore, Tony Oxley, Ali Haurand: S.O.H.
- 1986 - Tomorrow Is Here - Jazzfest Berlin 1985, Live from The Philharmonie (Dossier Records, ST 7507) a nome Tony Oxley's Celebration Orchestra
- 1987 - The Glider & the Grinder (Bead Records, BEAD 25) a nome Tony Oxley and Philipp Wachsmann
- 1989 - Leaf Palm Hand (FMP Records, FMP CD 6) a nome Cecil Taylor & Tony Oxley
- 1990 - Bodies (Innowo Records, IN 815) a nome Claudio Fasoli, Mick Goodrick, Palle Danielsson, Tony Oxley
- 1990 - Explore (Splasc(H) Records, CDH 304-2) a nome Stefano Battaglia - Tony Oxley
- 1993 - The Tony Oxley Quartet (Incus Records, CD 15) a nome The Tony Oxley Quartet
- 1993 - In the Evenings Out There (ECM Records, ECM 1488) a nome Paul Bley, Gary Peacock, Tony Oxley, John Surman
- 1995 - Sulphur (Splasc(H) Records, CDH 430-2) a nome Stefano Battaglia, Paolino Della Porta, Tony Oxley
- 1996 - The Enchanted Messenger (Soul Note Records, 121284-2) a nome Tony Oxley Celebration Orchestra
- 1997 - Deep (Fish Music Records, FM 007 CD) a nome Ekkehard Jost, Reiner Winterschladen, Ewald Oberleitner, Tony Oxley
- 1997 - Soho Suites (Recordings from 1977 & 1995) (Incus Records, CD29/30) a nome Derek Bailey and Tony Oxley
- 1998 - Chaos (Soul Note Records, 121285-2) a nome Paul Bley / Furio Di Castri / Tony Oxley
- 1999 - Papyrus - Volume I (Soul Note Records, 121308-2) a nome Bill Dixon with Tony Oxley
- 1999 - Papyrus - Volume II (Soul Note Records, 121338-2) a nome Bill Dixon with Tony Oxley
- 1999 - Digger's Harvest (FMP Records, FMP CD 103) a nome Alexander von Schlippenbach & Tony Oxley
- 2000 - Nailed (FMP Records, FMP CD 108) a nome Evan Parker / Cecil Taylor / Barry Guy / Tony Oxley
- 2000 - Synopsis (Emanem Records, 4044) a nome Howard Riley trio: Howard Riley with Barry Guy & Tony Oxley
- 2000 - Berlin Abbozzi (FMP Records, FMP CD 110) a nome Bill Dixon / Matthias / Klaus Koch / Tony Oxley
- 2002 - Floating Phantoms (a/l/l Records, a/l/l001) a nome Tony Oxley | The B.I.M.P. Quartet
- 2002 - GratHovOx (Nuscope Recordings, nuscope CD 1012) a nome Frank Gratkowski / Fred van Hove / Tony Oxley
- 2002 - Cecil Taylor / Bill Dixon / Tony Oxley (Les Disques Victo, VICTO cd 082) a nome Cecil Taylor / Bill Dixon / Tony Oxley
- 2003 - The Alan Davie Music Workshop ADMV 005 (a/l/l Records, a/l/l005) a nome The Tony Oxley Alan Davie Duo
- 2007 - The Advocate (Tzadik Records, TZ 7618) a nome Tony Oxley / Derek Bailey
- 2007 - Live in London (Jazzwerkstatt Records, jw016) a nome Alan Skidmore | Tony Oxley | Ali Haurand : S.O.H.
- 2008 - Live at Jazzwerkstatt Peitz (Jazzwerkstatt Records, jw032) a nome Conny Bauer / Gianluigi Trovesi / Tony oxley / Dietmar Diesner
- 2008 - Tony Oxley Derek Bailey Quartet (Jazzwerkstatt Records, jw033) a nome Tony Oxley, Derek Bailey, Matt Wand & Pat Thomas
- 2010 - Improvised Pieces for Trio (Big Round Records, BR 8904) a nome Sebastiano Meloni, Adriano Orrù, Tony Oxley
- 2010 - Ailanthus / Altissima: Bilateral Dimensions of 2 Root Songs (Triple Point Records, TPR 037) a nome Cecil taylor & Tony Oxley
- 2013 - A Birthday Tribute - 75 Years (Incus Records, CD 63)

Collaborazioni
- 1976 - Giorgio Gaslini Meets Jean-Luc Ponty / Steve Lacy / Harry Becket / Tony Oxley / Gianni Bedori / Bruno Tommaso / Paul Rutherford (Pausa Records, PR 7014)
- 1980 - Seven Steps to Evans - A Tribute to the Compositions of Bill Evans (MPS Records, 0068.248)
- 1985 - Live at Roccella Jonica (Ismez/Polis Music, LP.26003)
- 1987 - Silenzi osceni: Live in Roccella Jonica 1986 (Ismez/Polis Music, LP.26007)
- 1991 - Looking (Berlin Version) Corona (FMP Records, FMP CD 31)